# Rodolfo Falcón
Rodolfo Falcón Cabrera (Havana, 25 oktober 1972) is een voormalig topzwemmer uit Cuba, die namens zijn vaderland driemaal deelnam aan de Olympische Spelen: Barcelona (1992), Atlanta (1996) en Sydney (2000).
Falcón geldt als 's lands grootste zwemmer uit de geschiedenis. Met dank vooral aan zijn zilveren olympische medaille, behaald in 1996 op de 100 meter rugslag. Zijn erelijst vermeldt verder vooral overwinningen op de kortebaan (25 meter). Zo won hij twee titels bij de WK kortebaan in 'Rio de Janeiro 1995' (100 en 200 meter rugslag), en twee titels bij de WK kortebaan in 'Hongkong 1999' (50 en 100 rug).
Falcón begon met zwemmen op jonge leeftijd, en op zijn achtste deed hij mee aan zijn eerste officiële wedstrijd. Toen hij elf was zou hij zijn internationale debuut maken, maar een zware griep stuurde die plannen in de weg. Hij maakte zijn opwachting in de Cubaanse zwemselectie in 1987, en vierde zijn eerste grote successen in 1991, toen zijn geboorteplaats Havana het toneel was van de Pan-Amerikaanse Spelen.
In 2002 beëindigde Falcón zijn zwemcarrière, en ging hij, de afgestudeerd student rechten, zich voorgoed toeleggen op zijn maatschappelijke loopbaan.